# Фурманово (Саратовская область)
Фурманово — село в Марксовском районе Саратовской области. Входит в состав Кировского сельского поселения.

## География
Расположено в острогах верховьев реки Маянга в 50 км к востоку от Маркса.

## История
Село основано в 1923—1924 гг. немецкими колонистами из села Кинд (хутор Бруненграбен) и села Нёб (хутор Дамм- Грабен). Первоначальное название села произошло от двух немецких слов: «brunnen» — «колодец» и «graben» — «овраг». Жители занимались земледелием (рожь, пшеница, овощи) и животноводством.
После образования Трудовой Коммуны (Автономной области) немцев Поволжья хутора Дамм- Грабен и Бруненграбен административно были подчинены Киндскому сельскому Совету Панинского кантона (1921—1922 гг.), Марксштадтского кантона (1922—1935 гг.) АССР НП.
В 30- е гг. хутора объединились в село Гринталь. С 18 января 1935 года выделения Унтервальденского кантона из Марксштадтского село вошло в состав вновь образованного административно- территориального образования. В годы политических репрессий в 30- х гг. XX века пострадали несколько жителей села. К расстрелу был приговорён слесарь МТС Дайкер Я. Я.
Указом Президиума Верховного Совета РСФСР от 19 сентября 1939 года «Об образовании Гринтальсского сельского Совета в Унтервальденском кантоне АСС НП» село Гринталь стало административным центром Гринтальского сельского Совета Унтервальденского кантона АССР НП. После ликвидации АССР НП в 1941 г. село — административный центр Гринтальского (с 1942 года — Фурмановского) сельского Совета Унтервальденского кантона (с 1942 г. — Подлесновского) района Саратовской области.
В 1929 году в селе разместилась центральная усадьба колхоза им. XVII съезда ВКП. В 1934—1944 гг. в селе работала Киндская (с 1942 года — Фурмановская) МТС. Постановлением СНК СССР от 11 марта 1944 года"О мерах по укреплению сельского хозяйства в Приволжских районах". Здесь разместилась центральная усадьба совхоза «Баскатовский» (площадь земельных угодий — 9781 га). В 1945 году село стало центром объединённого совхоза «Подлесновский» с общей площадью земельных угодий в 22700 гектаров. В 1957—1962 гг. в селе работала участковая больница. С 1959 года село Фурманово — административный центр Фурмановского сельского Совета Марксовского района.

## Население
| 2002 | 2010 |
| ---- | ---- |
| 732  | ↘541 |

## Инфраструктура
В июне 1998 года предприятие (ООО «Фурманово») было ликвидировано за долги. В селе имеется: средняя школа(11 классов), Дом Досуга, ФАП, отделение почтовой связи, продуктовые магазины.